# فرضية عمل
فرضية العمل هي فرضية مقبولة مؤقتًا كأساس لمزيد من البحث المستمر على أمل أن يتم إنتاج نظرية يمكن الدفاع عنها، حتى لو فشلت الفرضية في النهاية.
مثل جميع الفرضيات، يتم بناء فرضية العمل على أنها بيان للتوقعات، والتي يمكن ربطها بالبحث الاستنتاجي والاستكشافي في الاستقصاء التجريبي وغالبًا ما تستخدم كإطار مفاهيمي في البحث النوعي.
يشير مصطلح «العمل» إلى أن الفرضية قابلة للتغيير.